# Sergej Brin
Sergej Mikhailovitj Brin (russisk: Сергей Михайлович Брин) (født 21. august 1973) er en amerikansk entreprenør. Brin studerede datalogi og matematik før han stiftede Google sammen med Lawrence E. Page. Brin er President of Technology hos Google og har aktiver til en vurderet sum af 54,7 milliarder $, hvilket gør ham til den 14. rigeste person i verden.

## Tidlige liv
Sergej blev født i Moskva, Rusland, som søn af en jødisk matematiker og økonom. I 1979, da Sergej var seks, emigrerede hans familie til USA (for at blive fri for antisemitisme, hvor Sergejs far begyndte at arbejde som matematikprofessor på University of Maryland, College Park, hvor han stadig underviser i dag. Sergejs mor arbejder i øjeblikket som specialist for NASA.
Ifølge Sergej skyldes hans succes mange ting. Hans opvækst under mikrocomputer revolutionen gav ham en interesse i computere fra hans tidlige barndomsdage. Han fik sin første computer, en Commodore 64, som en gave fra sin far på sin 9 års fødselsdag. Sergejs matematiske og computermæssige naturtalent viste sig allerede i hans første skoleår. I første klasse overraskede Sergej en lærer ved at aflevere et projekt som udskrift, på et tidspunkt hvor computeren endnu ikke var noget alle havde.

## Uddannelse
Sergej gik i grundskole i USA ved Paint Branch Montessori School i Adelphi, Maryland, men han modtog yderligere undervisning hjemme; hans far nærede hans interesse i matematik og hans familie hjalp ham med at bibeholde sine færdigheder i russisk. I september 1990, efter at have gået på Eleanor Roosevelt High School, blev Sergej indskrevet på University of Maryland, College Park for at studere datalogi og matematik, hvor han modtog sin bachelor i videnskab i maj 1993. Efter at have gradueret fra Maryland studerede han datalogi på Stanford University hvor han senere modtog en kandidatgrad i det. Sergej modtog sin mastergrad i august 1995 før tid i sine Ph.d. studier. Selvom han stadig er indskrevet på Stanfords doktorprogram har Sergej udsat sine Ph.D. studier på ubestemt tid mens han arbejder hos Google.
Sergej har også modtaget en æres-MBA fra Instituto de Empresa.

## Interesse for søgemaskiner
Sergej viste interesse for internettet meget tidligt i sine studier på Stanford. Han var forfatter og medforfatter til flere afhandlinger om data mining og pattern extraction. Han skrev også software til at lette processen med at lave videnskabelige dokumenter, ofte skrevet i TeX, om til HTML, såvel som en hjemmeside til filmanmeldelser.
Det afgørende øjeblik for Sergej var dog da han mødte den senere medstifter af Google, Larry Page. Sergej blev anvist at vise Page rundt på universitetet på en weekend. Efter sigende brød de to sig til at begynde med ikke særlig godt om hinanden, de skændtes om næsten hvert eneste emne de diskuterede. De havde dog en fælles interesse: at modtage relevant information fra store datasæt. Sammen forfattede de to hvad der bredt betragtes som deres grundlæggende bidrag, en afhandling kaldet "The Anatomy of a Large-Scale Hypertextual Web Search Engine". Afhandlingen er senere blevet den 10. mest læste afhandling på Stanford University.

## Diverse
På trods af hans succes er Sergej forblevet relativt ukendt for offentligheden. Ifølge hans far bor Sergej stadig i en to-værelses lejlighed.
Sergej har flere hobbier udenfor arbejdstid. Han er en ivrig gymnast og har taget timer i trapez. Ligesom mange andre ledende Google-medarbejdere tager Sergej ofte til og fra arbejde på rulleskøjter og spiller roller hockey i pauserne. Sergej spiser ofte på San Franciscos mange russiske restauranter, navnlig Katia's Russian Tea Room og holder dermed liv i sin kulturelle arv.
Sergej bliver ofte inviteret til at holde taler ved konferencer og fora for universitets-, forretnings- og teknologiverdenen. Han har medvirket i et utal af TV-shows og dokumentarer, deriblandt Charlie Rose Show, CNBC og CNN. I 2004 blev han og Larry Page udnævnt til "Persons of the week" af ABC World News Tonight.
I januar 2005 blev Sergej Brin nomineret til at være en af World Economic Forums "unge globale ledere".

## Fodnoter
1. ↑  Navnet er anført på ukrainsk og stammer fra Wikidata hvor navnet endnu ikke findes på dansk.
2. ↑  Navnet er anført på engelsk og stammer fra Wikidata hvor navnet endnu ikke findes på dansk.
3. ↑  Navnet er anført på svensk og stammer fra Wikidata hvor navnet endnu ikke findes på dansk.
4. ↑  Forbes Billionaires 2024
5. ↑  David Vise og Mark Malseed, The Google Story
6. ↑  Google Corporate History
7. ↑  Corporate Information – Google Management

### Interviews
- Linux Journal interview – 31. august 2000
- Net Café Television Interview – 6. oktober 2000. Interviewet starter omtrent 18 minutter og 15 sekunder inde.
- Fresh Air interview – 14. oktober 2003
- Search Engine Watch interview Arkiveret 15. februar 2006 hos  Wayback Machine – 16. oktober 2003
- engelske Channel 4 interview med Sergej Brin Arkiveret 4. november 2006 hos  Wayback Machine – 31. marts 2004

### Artikler
- Forbes.com: Fortunes That Roared In 2004